# Togo na Letnich Igrzyskach Olimpijskich 2016
Togo na Letnich Igrzyskach Olimpijskich 2016 w Rio de Janeiro reprezentowało pięciu zawodników. Był to 10. start Togo na letnich igrzyskach olimpijskich.

## Wyniki

### Lekkoatletyka
| Zawodnik      | Konkurencja            | Runda 1  | Runda 1 | Runda 2  | Runda 2 | Półfinał | Półfinał | Finał    | Finał   |
| Zawodnik      | Konkurencja            | Rezultat | Pozycja | Rezultat | Pozycja | Rezultat | Pozycja  | Rezultat | Pozycja |
| ------------- | ---------------------- | -------- | ------- | -------- | ------- | -------- | -------- | -------- | ------- |
| Fabrice Dabla | Bieg na 200 m mężczyzn | 21,63    | 74.     | —        | —       | NQ       | NQ       | NQ       | NQ      |
| Prénam Pesse  | Bieg na 100 m kobiet   | 12,38    | =9.     | NQ       | NQ      | NQ       | NQ       | NQ       | NQ      |

### Pływanie
| Zawodnik       | Konkurencja                | Eliminacje | Eliminacje | Półfinał | Półfinał | Finał | Finał   |
| Zawodnik       | Konkurencja                | Czas       | Miejsce    | Czas     | Miejsce  | Czas  | Miejsce |
| -------------- | -------------------------- | ---------- | ---------- | -------- | -------- | ----- | ------- |
| Adzo Kpossi    | 50 m st. dowolnym kobiet   | 33,44      | 79.        | NQ       | NQ       | NQ    | NQ      |
| Emerric Kpegba | 50 m st. dowolnym mężczyzn | 27,67      | 80.        | NQ       | NQ       | NQ    | NQ      |

### Wioślarstwo
| Zawodniczka     | Konkurencja | Eliminacje | Eliminacje | Repesaż | Repesaż      | Ćwierćfinały | Ćwierćfinały | Półfinały E/F | Półfinały E/F | Półfinały C/D | Półfinały C/D | Półfinały A/B | Półfinały A/B | Finał E/F | Finał E/F | Finał C/D | Finał C/D | Finał A/B | Finał A/B | Miejsce |
| Zawodniczka     | Konkurencja | Czas       | M.         | Czas    | M.           | Czas         | M.           | Czas          | M.            | Czas          | M.            | Czas          | M.            | Czas      | M.        | Czas      | M.        | Czas      | M.        | Miejsce |
| --------------- | ----------- | ---------- | ---------- | ------- | ------------ | ------------ | ------------ | ------------- | ------------- | ------------- | ------------- | ------------- | ------------- | --------- | --------- | --------- | --------- | --------- | --------- | ------- |
| Akossiwa Ayivon | W1x         | 9:56,43    | 30. q (R)  | 9:04,76 | 12. q (PE/F) | BYE          | BYE          | 9:25,60       | 8. (FF)       | BYE           | BYE           | BYE           | BYE           | 9:54,54   | 2.        | BYE       | BYE       | BYE       | BYE       | 32.     |